# Vad, Brașov
Vad (în maghiară Vád, germană Waadt, Waden, iar în Harta Iosefină, Váád) este un sat în comuna Șercaia din județul Brașov, Transilvania, România.

## Originea denumirii localității
În legătură cu originea numelui satului „Vad”, există două păreri pe care le prezentăm, în continuare. Prima părere, în ordine cronologică, o avem de la Augustin Bunea, fiu al satului, academician, istoric și canonic mitropolitan la Blaj, prieten apropiat cu Nicolae Iorga și cu Andrei Bârseanu. În lucrarea sa, apărută postum, „Încercare de Istoria Românilor până la 1382” , Augustin Bunea susține că multe sate din Țara Făgărașului își au numele de la cel al întemeietorului. Cea de-a doua părere o avem de la lingvistul Sextil Pușcariu care, într-un articol, Numele satelor noastre, radiodifuzat, iar apoi tipărit în revista „Țara Bârsei”, în anul 1934, care apărea la Brașov, susține că:
„[...] dacă cutare sat de lângă Olt se numește azi Vad, și pe altul îl cheamă Fântâna, e probabil că acelui loc de trecere peste râu i se zicea, încă de pe vremea romanilor, Vadum și celuilalt loc, cu apă bună Fontana - și e posibil ca înainte chiar de venirea romanilor să le fi zis cu cuvintele corespunzătoare dace.”

## Geografie

Panoramic al reliefului din Vad

Satul Vad este așezat în Țara Făgărașului, la poalele Munților Făgăraș, fiind străbătut, cam de la Sud spre Nord, de Valea Șincii, un afluent important al râului Olt. În stânga pârâului se află o parte mai mică din sat, denumită Peste Vale, iar în dreapta o parte mai mare. În unele lucrări, pârâul Șinca este denumit râul Șercaia, dar populația din localitate nu folosește această denumire. Un pod de beton armat, pe șoseaua asfaltată care leagă satul Vad de Dumbrava Vadului, a fost dat în folosință în anul 1996, pentru facilitarea trecerii între cele două părți ale satului. Acesta a înlocuit un alt pod ceva mai vechi, din lemn, care fusese construit în anul 1955 și devenise, în ultimii ani, nesigur.
Vadul se află la 5 km, spre Sud de satul Șercaia, pe Drumul Național DN73A și la circa 18 km, pe șosea, de municipiul Făgăraș. Localitățile limitrofe sunt Șercaia (centrul de comună), spre Nord, Perșani, spre Est, Șinca Veche, Ohaba și Șercăița, spre Sud, Bucium și Toderița, spre Sud-Vest, iar Mândra, spre Nord-Vest.
Satul are 385 de numere de casă, cuprinzând 231 de gospodării, restul de numere reprezentând grădini (locuri de casă fără construcții).

## Istoric

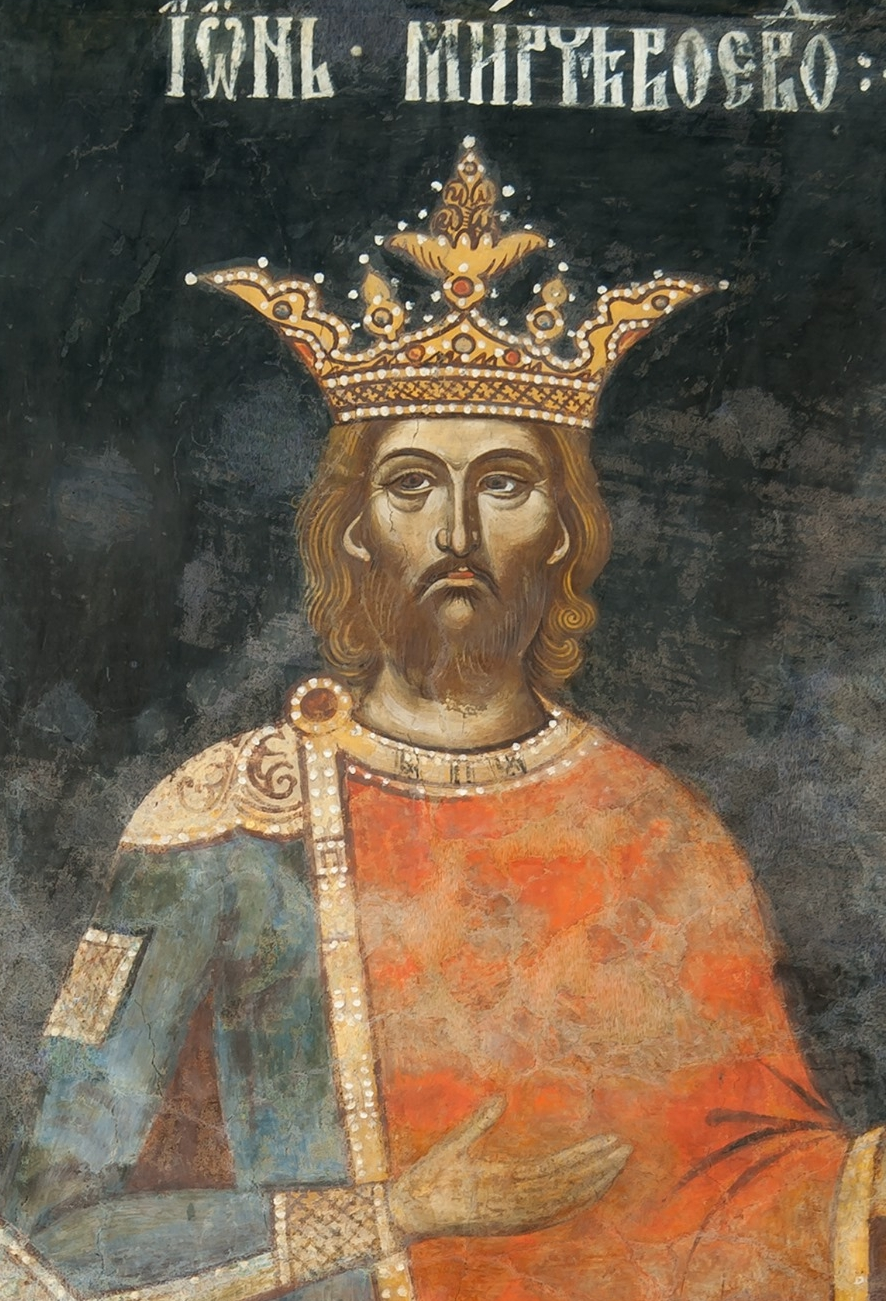
Mircea cel Bătrân

În legătură cu istoricul satului, se cunoaște că populația acestuia, până prin secolele al XII-lea - al XV-lea, se găsea așezată undeva pe pârâul Urășa, localitatea numindu-se Săliște, în Braniștea Urășei, (atestată în anul 1400, într-un document emis de cancelaria voievodului muntean Mircea cel Bătrân), dar din cauza lipsei de apă, tot mai acută, ori din cauza apropierii prea mari de hotarul satului Toderița, populația a început să se mute la vreo 3 – 4 km spre răsărit, în locul în care se găsește astăzi satul Vad.

Cea mai veche mențiune referitoare la Vad datează din secolul al XV-lea. Printr-un document din 10 iunie 1417, Mircea cel Bătrân a întărit lui Ion, lui Borcea și lui Calian,
„boiarinului domniei mele ca să le fie lor satul Braniștea Urășei și la Vadul Șercaiei [...], de moșie și de moștenire și de toate slujbele și dări și dijmele, câte le vor afla întru tot ținutul țării [...] domniei mele.”
Se specificau unele părți de hotar a căror toponimie se menține și astăzi. Menționăm că și în prezent există la Vad numele de familie Borcea, iar numele de familie Calian se întâlnește în satul vecin, Șinca Veche, din comuna Șinca.
La recensământul (conscripțiunea) realizat(ă), în Ardeal, în anul 1733, la cererea episcopului de la Blaj, Ioan Inocențiu Micu-Klein, în localitatea românească (Locus valachicus) Vad, erau recenzate 73 de familii, (în medie, cu câte 5 membri fiecare). Cu alte cuvinte, în Vadul anului 1733, trăiau circa 365 de suflete, toți români. Aflăm, din registrul aceleiași conscripțiuni, că erau recenzați doi preoți: Iuon și Stan (în ortografie ungurească, Sztán), ambii uniți, precum și o casă parohială, o biserică greco-catolică; de pe fânețele parohiei se obțineau 6 care de fân ,... Din punct de vedere bisericesc, Vadul anului 1733 aparținea protopiatului de Veneția de Jos. Numele localității (Vád), precum și al preoților (Iuon și Sztán), deși românești, erau redate în ortografie maghiară, întrucât rezultatele conscripțiunii erau destinate unei comisii compuse din neromâni și în majoritate din maghiari.
În 1765, satul a fost militarizat în întregime și a făcut parte din Compania a XI-a a Regimentului I de Graniță de la Orlat până în 1851, când a fost desființat.

## Economie

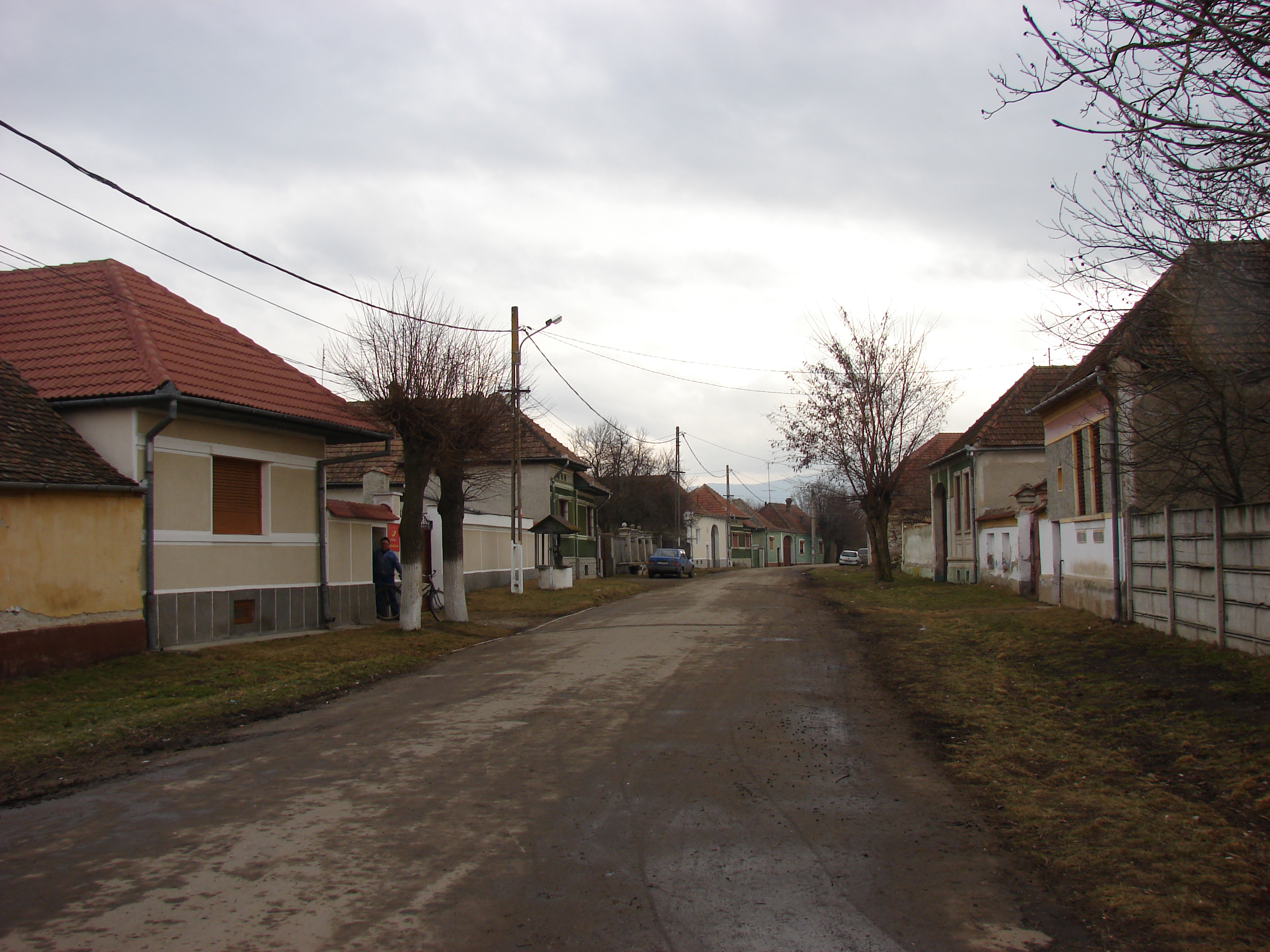
Stradă în Vad, la 24 noiembrie 2007

La Vad, localnicii se ocupă cu creșterea animalelor, cultivarea plantelor. O parte din localnici lucrează în întreprinderi și instituții din localități apropiate: Șercaia, Făgăraș, sau mai îndepărtate: Ghimbav, Brașov...
Rețeaua de curent electric a fost introdusă în localitate în anul 1957. Infrastructura oferă, de asemenea, rețea de telefonie și internet, gaze naturale. Se prevede introducerea unor rețele de apă curentă, precum și a canalizării.

## Instituții școlare

Școala din Vad, la 24 noiembrie 2007

La Școala din Vad, în prezent, funcționează o grădiniță și o școală primară, cu clasele I - IV, care depind de școala generală din Șercaia, centrul de comună.

### Istoricul instituțiilor școlare

#### Din 1820 până în 1878
Primele menționări ale instituțiilor școlare din Vad ajung la anul 1820, primul dascăl cunoscut fiind Toader Damian, care susținea lecțiile în propria sa locuință și-i învăța pe elevi slovele. Acest prim învățător, de care avem cunoștință că a activat la Vad, a murit în anul 1858. Un învățător, care i-a urmat a fost Iacob Cocișiu, care își ținea și el lecțiile acasă. Cei doi învățători nu primeau salariu, însă erau scutiți de serviciul militar pe care ar fi trebuit să-l satisfacă, știind că Vadul era un sat grăniceresc, iar grănicerii erau oameni liberi, dar trebuiau să poarte arme și să facă serviciul militar. Au urmat alți doi învățători, Gheorghe Raica și Eftimie Urian, în timpul cărora a fost realizată prima construcție școlară din Vad, cu 2 săli de clasă, pe locul actualei școli. Un învățător era la clasa de băieți, iar altul la clasa de fete. Aceeași situație a continuat până în anul 1878. Printre învățătorii care au activat la Vad, îi amintim pe Isailă Damian, la clasa de fete și pe Manase Damian, la clasa de băieți. S-au pensionat în anul 1878. Manase Damian, era absolvent al școlii normale din Orlat.

#### Din 1878 până în 1924
Din 1878, au urmat, pe rând și pentru scurt timp, Gheorghe Boeriu, Tamaș Pop și Arseniu Bunea. Gheorghe Boeriu era absolvent al școlii normale din Deva, iar după puțin timp, în anul 1879, a emigrat în Dobrogea, proaspăt integrată României. Aici a servit învățământul românesc vreme îndelungată. Gheorghe Păsărariu, absolvent al școlii normale din Blaj, a fost învățător începând din anul 1880 și a educat elevii din Vad, până în anul 1898, când a ieșit la pensie. Elevii din clasele superioare mergeau la școala grănicerească din satul vecin, Ohaba, care avea trei posturi de învățători și se bucura de un bun renume între locuitorii Țării Făgărașului. Absolvenții școlii din Ohaba puteau să-și continue studiile în școlile secundare. Din anul 1898, la școala din Vad a activat și învățătorul Gheorghe Cosma, absolvent de școală normală. După pensionarea învățătorului Gheorghe Păsărariu, în 1898, i-a urmat învățătorul Octavian Pop. În anul 1892, s-a construit o parte din corpul actual al școlii, cu două săli de clasă, cancelarie pentru director, de către parohia greco-catolică din sat. În anul 1910, a apărut cel de-al treilea post de învățător la Vad, iar în anul 1923, după Marea Unire, cel de-al patrulea. În anul 1913, s-a construit o nouă sală de clasă, mai spațioasă, cu scopul de a o folosi și pentru activități culturale și festive.
Grădinița de copii a fost înființată în anul 1922, prima educatoare fiind Elena Veleanu, originară din Craiova. Acesteia i-a urmat, din 1924, Lavinia C. Pop. În acea vreme, grădinița ocupa un spațiu închiriat.

## Obiective turistice

### Dumbrava Vadului
- Satul este renumit datorită milioanelor de narcise (Narcissus stellaris), (coprine, în limbajul localnicilor), care înfloresc, în luna mai, printre stejarii seculari din Dumbrava Vadului, cunoscută și sub numele de Poiana Narciselor, care se întinde pe 400 ha și reprezintă un monument unic în lume, și care se află la circa 4 kilometri de sat, pe șoseaua asfaltată DC 65. Localnicii folosesc mai ales denumirea de Pădurea Vadului. Pe acest amplasament se desfășoară anual, în luna mai, „Festivalul Narciselor”. Din păcate, prin culesul abuziv și „industrial” al narciselor, prin vandalism, acestea și-au restrâns foarte mult aria de existență. O parte din teritoriul Pădurii Vadului face parte dintr-o rezervație naturală de interes național (arie protejată).

### Plugarul

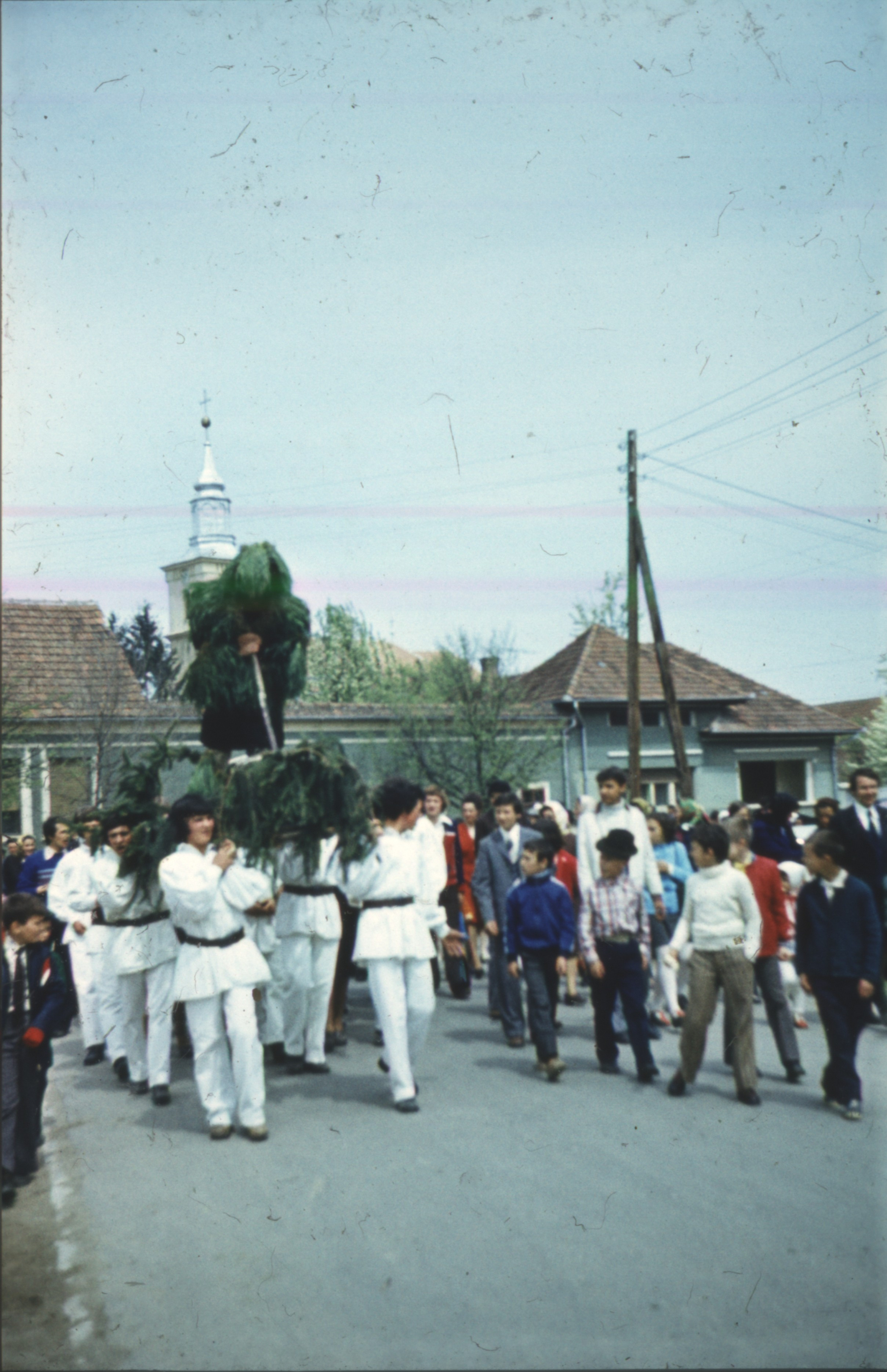
Plugarul, Vad, 1 mai 1978

- O altă atracție turistică, deosebit de frumoasă și destul de rară (o mai întâlnim doar în alte patru sate făgărășene) este Plugarul. Se desfășoară în a doua zi a Sfintelor Paști (în Lunea Luminată). Se sărbătorește cel mai harnic fecior din sat.

Un obicei arhaic, asemănător îl putem întâlni pe Valea Marei, în județul Maramureș și se numește Boii Sângeorzului, iar un altul îl întâlnim tot în Maramureș. Este vorba de Tânjaua.

### Cântecele de seceriș
- Până la venirea comunismului, se mai puteau întâlni obiceiurile de seceriș și auzi cântecele acestor munci agricole, specifice Sudului Ardealului, de exemplu Dealul Mohului. Dar aceste obiceiuri, din nefericire, s-au pierdut definitiv.

### Târguri
- Pe 9 februarie, 29 iunie și 20 noiembrie, anual, în Vad sunt organizate târguri de animale și alte produse.

## Monumente
- Biserica „Intrarea în Biserică a Maicii Domnului”[32] a fost construită între anii 1874 - 1877[33], fiind sfințită de mitropolitul unit Ioan Vancea. În anul 1948, în urma interzicerii Bisericii Române Unite cu Roma, prin Decretul 358 din 1 decembrie 1948, biserica din Vad a intrat în folosința Bisericii Ortodoxe Române.

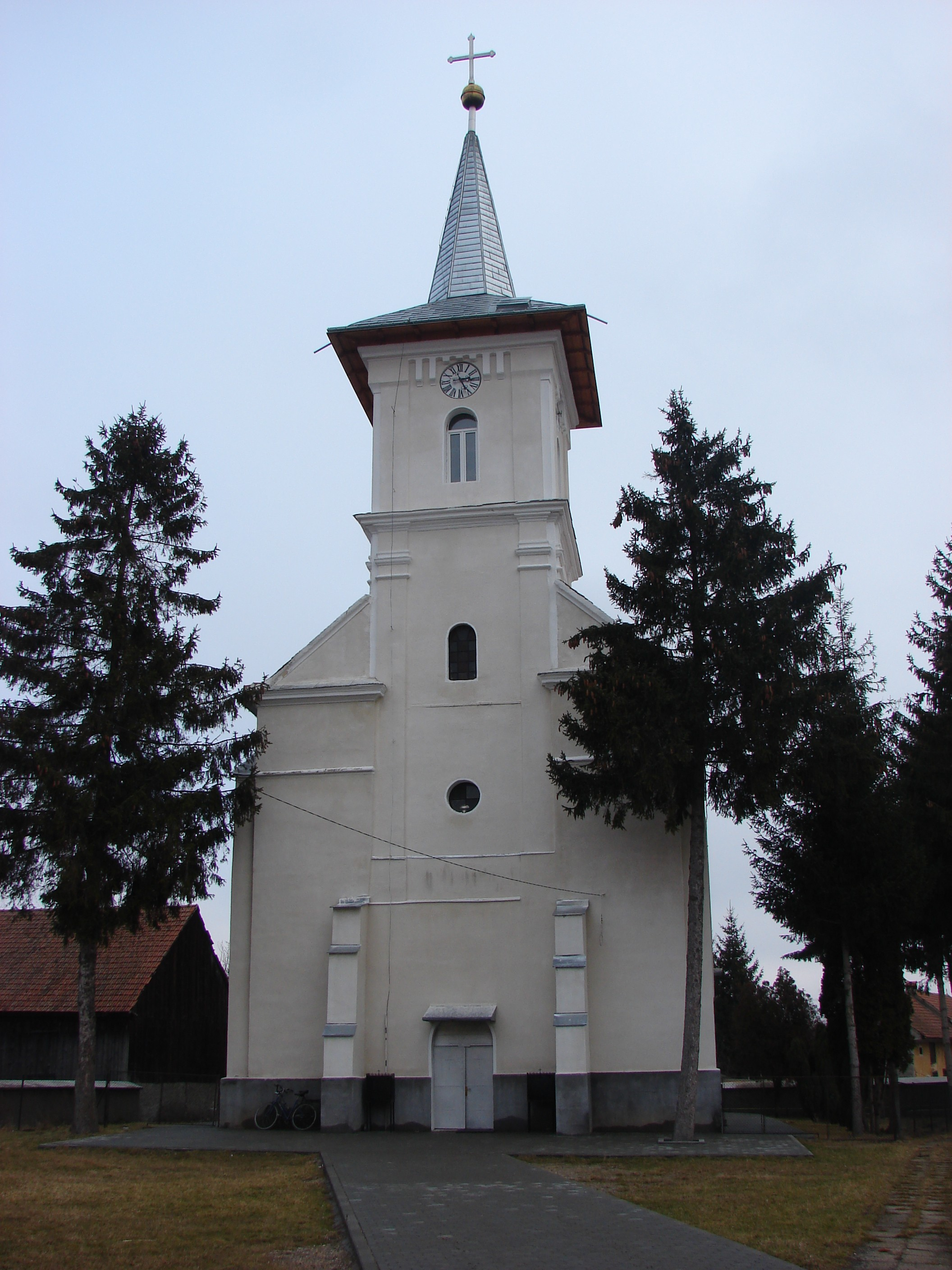
Biserica „Intrarea în Biserică a Maicii Domnului” din Vad, 25 ianuarie 2009

A fost reparată în anii 1960, când a fost electrificată și a fost așezat parchet, peste planșeul de piatră existent, iar apoi, după cutremurul din 1977, care a produs multe stricăciuni. În anii 1997 - 2007, bisericii i s-au înlocuit țiglele sparte, a fost reparată și zugrăvită în interior și în exterior, i s-au schimbat ferestrele cu unele de tip termopan, iar acoperișului turnului i s-au schimbat forma și înălțimea, turnul devenind cu câțiva metri mai scund. În aceeași perioadă, s-a introdus gazul metan, pentru încălzirea bisericii, în timpul iernii.
În turnul bisericii, folosit drept clopotniță, se află un mecanism de orologiu, care nu mai funcționează, precum și trei clopote, dintre care unul a fost dăruit de către împăratul Iosif al II-lea și care păstrează inscripția cu anul turnării: 1771. Celelalte două clopote au fost achiziționate după Primul Război Mondial, în anii 1920, cu bani colectați de vădenii stabiliți în Statele Unite ale Americii. În turnul bisericii mai existase încă un clopot, care fusese donat de împărăteasa Maria Terezia, în 1778, dar Armata Austro-Ungară, în 1916, l-a luat pentru a fi topit.
Biserica actuală a fost construită în locul unei alte biserici ridicate pe la sfârșitul secolului al XVIII-lea, care, la rândul ei, înlocuise o biserică din lemn și acoperită cu paie, mult mai veche.

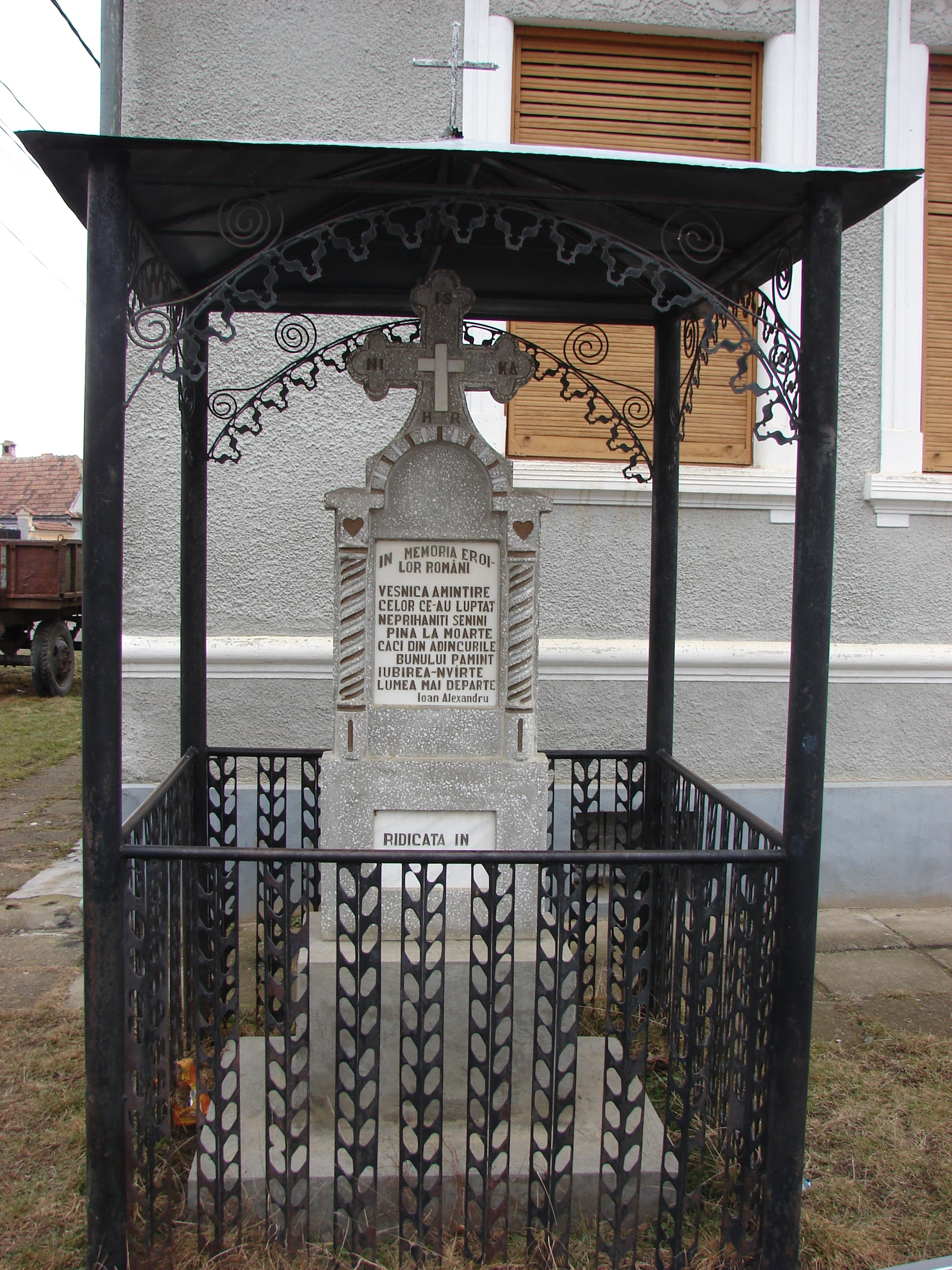
Monumentul Eroilor Români, Vad, județul Brașov

- Monumentul Eroilor Români din Vad căzuți în Primul Război Mondial se află în incinta Bisericii „Intrarea în Biserică a Maicii Domnului”, este de tip placă comemorativă și a fost realizat în anul 1966. Este vorba de plăci din marmură albă de Rușchița pe care sunt inscripționate numele eroilor români din Vad căzuți în Primul Război Mondial, precum și ale combatanților răniți în război, dar morți curând după revenirea de pe front.
- Pentru cinstirea fiului satului, preot Augustin Bunea, academician, canonic mitropolitan, istoric, pe același perete, se mai află o placă de marmură de Rușchița. Placa a fost așezată tot în anul 1966, sub plăcile de glorificare a eroilor. Plăcile pentru glorificarea eroilor, precum și placa de cinstire a lui Augustin Bunea formează, împreună, o cruce.

Cele două monumente, menționate mai sus, au fost realizate la inițiativa preotului Grigore Vuță și a familiei învățătorului Gheorghe Strâmbu, cu sprijinul bănesc al locuitorilor satului Vad.
- Monumentul Eroilor Români se află în centrul satului Vad și este sub formă de cruce din beton mozaicat, de vreo 2 metri înălțime, în total, pe care se află o placă de marmură albă. Pe placă este săpat un citat dintr-unul din poemele poetului Ioan Alexandru. Mai jos, se află o placă mai mică, tot de marmură albă, pe care este inscripția: RIDICATĂ ÎN ANUL 1990, fără alte explicații. Monumentul a fost ridicat pe locul unui alt monument, mai vechi[36], de o formă similară. Crucea de beton este așezată pe un postament din beton înalt de 30 de centimetri. Monumentul actual[37] este protejat de un grilaj metalic de un metru înălțime, sprijinit pe patru stâlpi din fier, înalți de circa 2 metri. Întregul monument este protejat de un acoperiș metalic, sprijinit de cei patru stâlpi, fiind de forma unei piramide, cu baza pătrată și având în vârf o cruce, tot din metal.
- Asociația „Augustin Bunea” a dezvelit, la 13 noiembrie 2009, pe casa părintească a lui Augustin Bunea, o placă de marmură neagră, cu ocazia comemorării unui secol de la moartea savantului canonic mitropolitan.

## Personalități
- Augustin Bunea, (n. 4 august 1857, Vad, comitatul Făgăraș — d.  30 noiembrie 1909, Blaj, comitatul Alba de Jos) academician, istoric, preot greco-catolic, canonic mitropolitan al Blajului, co-fondator al revistei „Unirea” de Blaj
- Iacob Macaveiu, (n. 17 februarie 1856, Vad — d. 1912, ?), vicar episcopal unit de Făgăraș, între anii 1898-1912.[38][39]
- Toma Cocișiu, (n. 27 august 1887 — d. 26 mai 1986), inițiatorul Școlii experimentale de la Blaj.